# Ariane à poitrine blanche
Chrysuronia brevirostris
Espèce
Statut de conservation UICN

 LC  : Préoccupation mineure
Statut CITES
L’Ariane à poitrine blanche (Chrysuronia brevirostris) est une espèce de colibris de la sous-famille des Trochilinae.

## Distribution
L’Ariane à poitrine blanche est présente dans l’extrême est de la Colombie, au Venezuela, dans le nord du Brésil, au Guyana, au Suriname, en Guyane et sur l’île de Trinité.

Carte de répartition de l'espèce

## Référence
- (en) « Neotropical Birds Online », Cornell Lab of Ornithology, 25 juillet 2011